# Randolph Harding
Pour les articles homonymes, voir Harding.
Randolph Harding  (17 septembre 1914-3 mars 1996) est un homme politique canadien de la Colombie-Britannique. Il est député fédéral néo-démocrate de la circonscription britanno-colombienne de Kootenay-Ouest de 1968 à 1974.
Il est aussi député provincial néo-démocrate de la circonscription britanno-colombienne de Kaslo-Slocan de 1945 à 1966 et de Revelstoke-Slocan de 1966 à 1968.

## Biographie
Né à Silverton (en) en Colombie-Britannique, Harding est enseignant de formation et sert dans l'Armée canadienne durant la Seconde Guerre mondiale. Il entame une carrière publique en siégeant au conseil municipal de la ville de Silverton. 
Après sa défaite en 1974, il sert comme maire de Silverton et reçoit une prix pour services rendus de la Union of British Columbia Municipalities.